# Ben Tripp
Ben Tripp (* 1966) ist ein US-amerikanischer Themen- und Vergnügungspark-Designer und Autor.

## Leben
Er arbeitete unter anderem für Walt Disney Imagineering und schuf die Kilimanjaro Safari in Disneys Freizeitpark Animal Kingdom. Neben seinem Beruf betätigt sich Tripp schriftstellerisch und veröffentlichte zwei Romane. Der Zombie-Thriller Infektion erschien 2010 und wurde 2011 in Deutschland veröffentlicht. 2012 folgte der Vampir-Thriller The Ormulu Clock in den USA. Das Buch ist in deutscher Sprache noch nicht erhältlich. Tripp lebt in Los Angeles.

## Veröffentlichungen
- Infektion. (eng.: Rise Again), Heyne Verlag, München 2011, ISBN 978-3-453-52891-8.